# Trisophista doctissima
Trisophista doctissima är en fjärilsart som beskrevs av Edward Meyrick 1923. Trisophista doctissima ingår i släktet Trisophista och familjen spinnmalar. Inga underarter finns listade i Catalogue of Life.